# Anders Bodelsen
Anders Bodelsen (født 11. februar 1937 på Frederiksberg, død 17. oktober 2021) var en dansk forfatter.
Anders Bodelsen var søn af C.A. Bodelsen og Merete Bodelsen og student fra Ordrup Gymnasium i 1956.
Ved Københavns Universitet studerede han jura, økonomi og litteratur og arbejdede samtidig som freelancejournalist.
I årene 1963-65 var han redaktør af tidsskriftet Perspektiv og i perioden 1964-67 medarbejder ved Dagbladet Information og senere Politiken.
Han var gift med Eva Sindahl-Pedersen fra 1975 til hendes død i 2019.

## Priser
- 1967: Prix Italia for radiospillet En hård dags nat
- 1968: Kritikerprisen
- 1969: De Gyldne Laurbær
- 1981: Søren Gyldendal-prisen
- 1986: Statens Kunstfonds livsvarige ydelse.[2]
- 1993: Prix Italias Specialpris, Rom, for radiospillet Gaven